# AGM-123 Skipper II
Anfang 1980 entwickelte die Firma Emerson Electric im Auftrag der US Navy eine Kurzstrecken-Luft-Boden-Rakete, die Schiffe bekämpfen sollte. Im Gegensatz zu anderen Programmen sollte es jedoch keine Neuentwicklung sein, sondern es sollte auf bestehende Komponenten zurückgegriffen werden. So wurde als Ausgangsbasis die lasergelenkte Bombe GBU-16 Paveway II genutzt. An die GBU-16 wurde die Antriebssektion einer AGM-45 Shrike montiert und die Elektronik sowie die verschiedenen Komponenten angepasst.
Heraus kam die AGM-123 Skipper II. Die ersten Prototypen wurden 1980 getestet und schon 1985 kam der Auftrag zur Produktion von 2500 AGM-123. Als Trägerflugzeug wurde fast nur die A-6E Intruder genutzt. Die Skipper zeigte auch Schwächen. Laut Hersteller hat sie eine Reichweite von 55 km, doch diese wurde im alltäglichen Einsatz nie erreicht. Hauptproblem war der Laser-Ziel-Designator, der die Reichweite auf 15 km limitierte.
Je nach Quelle soll es noch eine verbesserte AGM-123 bzw. AGM-123B geben, bei der vor allem die Elektronik überarbeitet wurde. Entwickelt haben soll diese Variante Texas Instruments. Wie viele gebaut wurden oder ob sie je in den Truppendienst gelangt ist, ist unklar.
Ab Mitte der 1990er-Jahre musterte die US Navy die AGM-123 schrittweise aus. Sie befindet sich heute nicht mehr im Dienst.

## Erwähnenswertes
Der Name AGM-123 Skipper II lässt vermuten, dass es eine Skipper I gab, dies ist aber nicht der Fall. Die Bezeichnung II stammt von Paveway II.

## Ähnliche Modelle
- AGM-130